# بات كونولي
بات كونولي (بالإنجليزية: Pat Connolly)‏ (27 يوليو 1941 في المملكة المتحدة - ) هو لاعب كرة قدم بريطاني في مركز الهجوم. لعب مع كولتشستر يونايتد وماكليسفيلد تاون ونادي كرو ألكساندرا ونورثويتش فيكتوريا ونادي ألترينتشام وWinsford United F.C. ‏.